# Luckau (Wendland)
Luckau (Wendland) är en kommun och ort i Landkreis Lüchow-Dannenberg i förbundslandet Niedersachsen i Tyskland. De tidigare kommunerna Beesem, Bülitz, Köhlen, Kremlin, Nauden, Püggen, Steine och Zeetze uppgick i Luckau (Wendland) den 1 juli 1972.
Kommunen ingår i kommunalförbundet Samtgemeinde Lüchow (Wendland) tillsammans med ytterligare 11 kommuner.